# Морви
Морви (англ. Morvi, хинди मोरबी, гудж. મોરબી) — город в западной части Индии, в штате Гуджарат, на территории округа Раджкот.

## История
В прошлом город был столицей одноимённого туземного княжества, основанного в 1698 году. В период с 1807 по 1947 год Морви находился под британским протекторатом. В 1948 году княжество вошло в состав Объединённого штата Саураштра независимой Индии.

## География
Город находится в северо-западной части полуострова Катхиявар, на берегах реки Мачху, на высоте 54 метров над уровнем моря.
Морви расположен на расстоянии приблизительно 187 километров к западу-юго-западу (WSW) от Гандинагара, административного центра штата и на расстоянии 890 километров к юго-западу от Нью-Дели, столицы страны.

## Демография
По данным официальной переписи 2011 года, население составляло 246 008 человек, из которых мужчины составляли 52,1 %, женщины — соответственно 47,9 % . Уровень грамотности населения составлял 73,8 %.

Динамика численности населения города по годам:
| 1991   | 2001    | 2011    |
| ------ | ------- | ------- |
| 90 357 | 145 719 | 246 008 |

## Экономика и транспорт
Основными продуктами городского экспорта являются сельскохозяйственная продукция, изделия из хлопка, а также керамические изделия. Сообщение Морви с другими городами Индии осуществляется посредством железнодорожного и автомобильного транспорта. Ближайший гражданский аэропорт расположен в городе Раджкот.